# Eulália
A Eulália görög eredetű női név, jelentése: szépen, ékesen beszélő.

## Rokon nevek
Álea

## Gyakorisága
Az újszülötteknek adott nevek körében az 1990-es években szórványosan fordult elő.
A 2000-es és a 2010-es években az Eulália név sem az újszülöttek körében, sem a teljes népesség körében nem szerepelt a 100 leggyakrabban viselt női név között.. 

## Névnapok
február 12., december 10.